# Philip Caputo
Philip Caputo (nascido em 10 de junho de 1941) é escritor, roteirista e jornalista americano, tendo sido laureado com o Prêmio Pulitzer.
Caputo nasceu em Westchester, Illinois, e em 1965, como tenente de infantaria da Marinha dos Estados Unidos, ele foi enviado ao Vietnã. Ele retornou ao Estados Unidos em 1966. Após servir três anos na carreira militar, Caputo trabalhou para o Chicago Tribune como jornalista. Caputo retornou para o Vietnã como correspondente estrangeiro para o Chicago Tribune. Ele cobriu a queda de Saigão, em 1975, e atuou na Itália, União Soviética, e Oriente Médio.